# Dualno specifična kinaza
Dualno specifična kinaza (EC 2.7.12.1, ADK1, Arabidopsis dualno specifična kinaza 1, CLK1, dDYRK2, Mps1p) je enzim sa sistematskim imenom ATP:protein fosfotransferaza (Ser/Thr- and Tyr-fosforilacija). Ovaj enzim katalizuje sledeću hemijsku reakciju
ATP + protein {\displaystyle \rightleftharpoons } ADP + fosfoprotein
Ova familija enzima može da fosforiliše Ser/Thr i Tyr ostatke.

## Literatura
- Nicholas C. Price; Lewis Stevens (1999). Fundamentals of Enzymology: The Cell and Molecular Biology of Catalytic Proteins (Third изд.). USA: Oxford University Press. ISBN 019850229X.
- Eric J. Toone (2006). Advances in Enzymology and Related Areas of Molecular Biology, Protein Evolution (Volume 75 изд.). Wiley-Interscience. ISBN 0471205036.
- Branden C; Tooze J. Introduction to Protein Structure. New York, NY: Garland Publishing. ISBN 0-8153-2305-0.
- Irwin H. Segel. Enzyme Kinetics: Behavior and Analysis of Rapid Equilibrium and Steady-State Enzyme Systems (Book 44 изд.). Wiley Classics Library. ISBN 0471303097.

## Spoljašnje veze
- Dual-specificity+kinase на 